# Voleibol de praia nos Jogos Pan-Americanos de 2019
As competições de voleibol de praia nos Jogos Pan-Americanos de 2019 foram realizadas entre 25  a 30 de julho no Costa Verde San Miguel, em Lima. Contou com as disputas dos torneios masculino e feminino.

## Calendário
| Julho/Agosto      | 24 | 25 | 26 | 27 | 28 | 29 | 30 | 31 | 1 | 2 | 3 | 4 | 5 | 6 | 7 | 8 | 9 | 10 | 11 |
| ----------------- | -- | -- | -- | -- | -- | -- | -- | -- | - | - | - | - | - | - | - | - | - | -- | -- |
| Voleibol de praia |    |    |    |    |    |    | 2  |    |   |   |   |   |   |   |   |   |   |    |    |

|  | Dia de competição |  | Dia de final |

## Medalhistas
| Evento             | Ouro                                        | Prata                                     | Bronze                                        |
| ------------------ | ------------------------------------------- | ----------------------------------------- | --------------------------------------------- |
| Masculino detalhes | Marco Grimalt Esteban Grimalt CHI Chile     | Rodolfo Ontiveros Juan Virgen MEX México  | Nicolás Capogrosso Julián Azaad ARG Argentina |
| Feminino detalhes  | Jace Pardon Karissa Cook USA Estados Unidos | Ana Gallay Fernanda Pereyra ARG Argentina | Ângela Lavalle Carolina Horta BRA Brasil      |

## Quadro de medalhas
| Ordem | País               | Medalha de ouro | Medalha de prata | Medalha de bronze |   |
| ----- | ------------------ | --------------- | ---------------- | ----------------- | - |
| 1     | CHI Chile          | 1               |                  |                   | 1 |
|       | USA Estados Unidos | 1               |                  |                   | 1 |
| 3     | ARG Argentina      |                 | 1                | 1                 | 2 |
| 4     | MEX México         |                 | 1                |                   | 1 |
| 5     | BRA Brasil         |                 |                  | 1                 | 1 |
| TOTAL | TOTAL              | 2               | 2                | 2                 | 6 |